# Date Tsunamune
Date Tsunamune (伊達綱宗  23 tháng 9, 1640 – 19 tháng 7, 1711) là một samurai sống vào Thời kỳ Edo trong lịch sử Nhật Bản, daimyō đời thứ 3 của Phiên Sendai ở miền bắc nước Nhật trong giai đoạn 1658 - 1660, và tộc trưởng đời thứ 19 của Gia tộc Date. Sự kế vị và nắm quyền của Tsunamune đã gặp nhiều sự phản đối của các thành viên gia tộc Date và các chư hầu, cuối cùng dẫn đến sự kiện Date Sōdō hay "Date Disturbance" năm 1671, một chủ đề về sau thường được khai thác trong các vở kịch và trở thành một trong những câu chuyện nổi tiếng về tình trạng bất ổn và mất đoàn kết giữa các daimyō thời kỳ Edo.

## Tiểu sử

### Thế tử nhà Date
Tsunamune là con trai thứ 6 của Date Tadamune, daimyō đời thứ 2 của phiên Sendai, với một người thiếp tên là Kai-hime (1624 - 1642), con gái nuôi của Kushige Takachika, sau còn được biết đến với tên hiệu Tokushōin (得生院 / Đắc Sinh viện). Một người chị em của bà là Kushige Takako, là vợ lẽ của Thiên hoàng Go-Mizunoo và hạ sinh Thiên hoàng Go-sai, vì thế cũng có thể nói ông có bà con bên ngoại với Thiên hoàng. Tên thời thơ ấu của ông là Junnosuke (巳之介 / Tị Chi Giới).
Do Kai-hime mất sớm khi Tsunamune vừa lên 2, nên ông được bế đến cho chính thất của Tadamune là Furihime (1607 – 1659) nuôi dưỡng. Năm 1645, người anh trai của ông là Thế tử Date Mitsumune qua đời không người nối dõi. Và theo lệnh của Chinh di Đại tướng quân Tokugawa Iemitsu, cậu bé Junnosuke vừa mới lên 3 đã trở thành người kế thừa chức daimyō của phiên Sendai. Năm 1654, dưới thời Tướng quân Tokugawa Ietsuna, ông được làm lễ Nguyên phục và được trao chức Sakonoe-gon-shōshō (Tả cận vệ Quyền thiếu tướng), hàm Tòng tứ vị hạ.

### Lên ngôi Lãnh chúa
Tháng 7 năm 1659, thân phụ Tadamune qua đời. Hai tháng sau đó, Thế tử Tsunamune năm đó 18 tuổi được Mạc phủ cho phép kế thừa chức vụ daimyō của vùng Sendai.
Lên nắm quyền khi vừa 18 tuổi, Tsunamune bị chỉ trích vì sự thiếu kinh nghiệm, cùng với việc mãi đắm chìm trong rượu chè và mĩ nữ, chứ không quan tâm đến chính vụ. Phe chống đối trong gia tộc đứng đầu là người chú ruột của ông, Date Munekatsu, daimyō của Phiên Ichinoseki (con trai thứ 10 của Date Masamune); và được sự ủng hộ của một số họ hàng và chư hầu của nhà Date. Năm 1660, nhóm này tố cáo với rōjū (các quan chấp chính của Mạc phủ) về việc Tsunemune đã say xỉn và làm việc đồi bại ở một con kênh vào khoảng thời gian đi chầu Tướng quân ở Edo. Ngày 18 tháng 7 cùng năm, Tướng quân Ietsuna xuống lệnh cho Tsunamune từ nhiệm và ngôi Chúa được truyền cho người con trai mới lên 2 của ông, Kamechiyo, về sau đổi tên là Date Tsunamura . Do tân chúa còn nhỏ,  quyền chấp chính được giao cho Date Munekatsu và cho một người chú khác của ông, Tamura Muneyoshi. Sự kiện này được coi là sự khởi đầu cho Date Sōdō, một loạt biến cố chính trị liên quan đến nhà Date, về sau trở thành chủ đề yêu thích của các vở kịch bunraku và kabuki.
Theo như một trong những tin đồn được lưu truyền rộng rãi nhất, Date Munekatsu đầy mưu mô đã đưa Tsunamune trẻ tuổi đến một khu mại dâm (phố đèn đỏ) hợp pháp ở Edo tên là Yoshiwara, nơi ông nảy sinh tình cảm với một kĩ nữ tên là Takao. Tuy nhiên, do Takao đã được hứa hôn với một rōnin sau khi hết thời gian ở nhà thổ nên bà từ chối lời cầu hôn của Tsunamune. Không nản lòng, ông đề nghị dùng số vàng nặng bằng trọng lượng cơ thể của Takao để có được nàng. Các chủ nhà chứa tham lam vô đáy đã ăn gian bằng cách nhét thêm vật nặng vào tay áo của Takao khiến Tsunamune phải trả hơn 165 pound vàng. Tuy nhiên, khi ông đến đưa nàng ta đi đến nhà mình, thì nàng ta đã chạy trốn và gieo mình xuống sông. Trong cơ tức giận, Tsunamura túm tóc kéo Takao từ dưới nước lên, sau đó đâm chết nàng. Munekatsu và vây cánh nắm lấy cơ hội này để tố cáo Tsunamune với chính quyền Mạc phủ về hành vi bừa bãi này và buộc ông phải từ chức. Câu chuyện này trở thành cảm hứng của nhiều vở kịch bunraku và kabuki, và thu hút một số lượng lớn các nhà nghiên cứu trong những năm qua, những người đã cố gắng xác định xem có bất kỳ sự thật nào trong câu chuyện hay không. Có vẻ như Tsunamura đã đến thăm Yoshiwara và bị mê hoặc bởi cô gái tên Takao, nhưng bà qua đời năm 1659 vì bệnh chứ không phải do ông giết chết..
Trước vụ bê bối này, hội đồng các daimyō thân cận với nhà Date, gồm Ikeda Mitsumasa (phiên Okayama), Tadashige Tachibana (phiên Chikugo Yanagawa), và Kyogoku Takakuni (phiên Tango-Miyazu) đề nghị Đại lão Sakai Tadakiyo đứng ra khiển trách các thành viên cao tuổi trong nhà Date đồng thời khuyên giải Tsunamune, song ông không nghe theo lời Tadakiyo. Kết quả là các lãnh chúa buộc Tsunamune phải từ chức và trao quyền cho con trai. Vào ngày 19 tháng 7, theo lệnh của Munekatsu, bốn người thân tín của Tsunamune gồm Chikami Watanabe Kurozaemon, Sakamoto Hachirozaemon, Hata Yogoemon và Miyamoto Mataichi bị chém đầu. Tuy nhiên trong hồ sơ chính thức của gia tộc Date chỉ chép nguyên nhân khiến ông bị truất phế là tham luyến tửu sắc và không nghe lời can gái của bề tôi.

### 50 năm bị giam cầm
Những năm sau khi Tsunamune bị quản thúc, phiên Date trải qua rất nhiều biến cố dưới sự cai trị tệ hại của Date Munekatsu và Tamura Muneyoshi. Sau mười năm bạo lực và xung đột, Aki Muneshige, một thành viên họ xa với nhà Date và các thuộc hạ cũ của ông đã tố cáo với các quan chức Mạc phủ về sự quản lý yếu kém trong Lãnh địa Sendai. Aki và các quan trong lãnh địa đã được triệu tập đến phiên tòa của hội đồng rōjū do Đại lão Sakai Tadakiyo đứng đầu, để đối chất. Trong sự kiệ này, Harada Munesuke, thuộc hạ của của Date Munekatsu bị đuối lí trước Aki; sau đó nổi điên giết chết Aki, trước khi chính ông ta bị các binh lính giết chết.
Mạc phủ đưa ra phán quyết ngả về phía Aki. Vị Chúa trẻ Date Tsunamura được phép tiếp tục giữa chức vị daimyō; tuy nhiên, Date Munekatsu và Tamura Muneyoshi bị buộc phải từ chức. Aki được tuyên dương như một hình mẫu về lòng trung thành, trong khi hành vi giết người trong một hội nghị lớn toàn các quan chức cấp cao bị coi là trọng tội; nên phán quyết dành cho Harada rất nghiêm khắc, các con trai và cháu trai của Harada đều bị xử tử. Sử gọi đây là sự kiện Date Sōdō (伊達騒動).
Còn về Tsunamune, ông tiếp tục dành 50 năm cuối đời trong tình trạng quản thúc tại một dinh thự thuộc khu vực Ōi, thành Edo. Phần lớn thời gian ông dành cho hội họa (ông theo học với họa sư Kanō Tan'yū), thư pháp, thơ waka, tranh sơn mài Maki-e và rèn kiếm. Nhiều tác phẩm của ông đến nay vẫn còn và được trưng bày tại Bảo tàng Nghệ thuật Miyagi. Ông qua đời ngày 19 tháng 7 năm 1711 (niên hiệu Chính Đức nguyên niên) tại Edo, di hài được đưa về an táng trong khu lăng mộ Zuihōden dành cho gia tộc Date ở Sendai. Ngôi đền của ông bị phá hủy vào năm 1945 trong Cuộc ném bom Sendai thời Thế chiến II và được tái xây dựng năm 1981. Di hài của anh ta được bảo quản tốt đến mức có thể khám nghiệm tử thi, và kết quả cho thấy ông có chiều cao 158 cm và nhóm máu A+, nguyên nhân tử vong là do ung thư miệng.

## Gia quyến
- Cha: Date Tadamune (伊達忠宗 / Y Đạt Trung Tông, 1600 - 1658)
- Mẹ: Kii-hime (貝姫 / Bối Cơ, 1624 – 1642), sau là Tokuseiin (得生院 / Đắc Sanh viện), con gái của Takaki Kushigase
- Chính thất: Không lập
- Vợ lẽ
  - Misawa Hatsuko (三沢初子 / Tam Trạch Sơ Tử, 1640 – 1686), sau là Jōgan-in (浄眼院)
  - Seiun'in, sau là (清雲院 / Thanh Vân viện), đến từ gia tộc Hirata
  - Ohari no Kata (於梁の方 / Ư Lương chi Phương), con gái của Kuroe Seifusa.
  - Yosei'in (養性院 / Dưỡng Tính viện)
  - Bo-dono (某氏 / Mỗ thị)
  - Otome no Kata (とめの方), sau là Tome-Teichi-in (証智院 / Chứng Trí viện)
  - Kayo no Kata (かよの方), sau là Reishōin (霊照院 / Linh Chiếu viện)
- Con trai

1. Công tử trưởng: Date Tsunamura (伊達綱村 / Y Đạt Cương Thôn, 1659 - 1719), daimyō đời thứ 4 của phiên sendai. Mẹ là Misawa Hatsuko.
2. Công tử thứ 2: Date Murayori (伊達村和 / Y Đạt Thôn Hòa, 1661 – 1772), được nhận nuôi bởi nhánh Mizusawa-Date, sau trở thành daimyō của bán phiên Nakatsuyama. Mẹ là Misawa Hatsuko.
3. Công tử thứ 3: Date Muneyun (伊達宗贇 / Y Đạt Tông Uân, 1665 – 1771) được nhận nuôi bởi Date Munetoshi, sau trở thành daimyō của phiên Uwajima. Mẹ là Misawa Hatsuko.
4. Công tử thứ 4: Date Muranao (伊達村直 / Y Đạt Thôn Trực, 1666 – 1709), được nhận nuôi bởi Date Munetomo của nhánh Tome-Date. Mẹ là Seiun'in.
5. Công tử thứ 5: Date Kikunosuke (伊達菊之允 / Y Đạt Cúc Chi Doãn, 1684 - 1685), chết yểu. Mẹ là Yosei'in.
6. Công tử thứ 6: Date Kichijuro (伊達吉十郎 / Y Đạt Cát Thập Lang, 1687 - 1688), chết yểu, Mẹ là Bo-dono.

- Con gái

1. Trưởng nữ: Natsuko / Kiyoko (夏姫 / Hạ Cơ, 1665 - 1714), lấy Date Harusane của nhánh Watari-Date, rồi lại tái hôn với Date Harusada của nhánh Iwaya-Date clan. Mẹ là Seiun'in.
2. Công nữ thứ 2: Ruihime (類姫 / Loại Cơ, 1667 - 1724), lấyhatamoto Date Muramoto của nhánh Watari-Date. Mẹ là Ohari no Kata.
3. Công nữ thứ 3: Sanhime (三姫 / Tam Cơ, 1671 - 1753), lấy Nakamura Moriyoshi. Mẹ là Seiun'in.
4. Công nữ thứ 4: Senhime (千姫 / Thiên Cơ, 1672 - 1674), chết yểu. Mẹ là Ohari no Kata.
5. Công nữ thứ 5: Chiehime (智恵姫 / Trí Huệ Cơ, 1675 - 1724), lấy Tachibana Sadaakira. Mẹ là Ohari no Kata.
6. Công nữ thứ 6: Kirahime (綺羅姫 / Ỷ La Cơ, 1680 - 1756), được nhận nuôi bởi Date Tsunamura (anh trai ruột), lấy Honda Yasunobu, daimyō của Phiên Zeze. Mẹ là Yosei'in.
7. Công nữ thứ 7: Narehime, chết yểu (那礼姫 / Na Lễ Cơ, 1682 - 1683). Mẹ là Yosei'in.
8. Công nữ thứ 8: Musuhime (牟須姫 / Mưu Tu Cơ, 1685 - 1688), chết yểu. Mẹ là Yosei'in.
9. Công nữ thứ 9: Yuhime (由布姫 / Do Bố Cơ, 1698 - 1700), chết yểu. Mẹ là Otome no Kata.
10. Công nữ thứ 10: Onohime (多家姫 / Đa Gia Cơ, 1704 - [[1706), chết yểu. Mẹ là Kayo no Kata.

- Con nuôi
  - Yasuhime (安姫 / An Cơ) (1685 - 1706), lấy Tsunoda Ishikawamura Hiromasa
  - Date Murakage (1690 - 1753).